# Leonie Benesch
Leonie Benesch est une actrice allemande résidant au Royaume-Uni, née le 22 avril 1991 à Hambourg (Allemagne). Elle se fait connaître grâce aux rôles de Greta Overbeck dans la série Babylon Berlin et de Cécile de Grèce dans la série The Crown.

## Biographie

### Jeunesse et formation
Leonie Benesch naît le 22 avril 1991 à Hambourg, en Allemagne. Elle grandit à Tübingen, en Bade-Wurtemberg. Jeune, elle assiste à la pédagogie Steiner-Waldorf.

### Carrière
En 2007, Leonie Benesch apparaît dans le long métrage Beautiful Bitch de Martin Theo Krieger.
En 2009, elle joue la nounou des bébés jumeaux dans le film dramatique Le Ruban blanc (Das weiße Band de Michael Haneke), qui obtient la Palme d'or lors du Festival de Cannes. Elle décroche le prix de la meilleure actrice pour ce film à la cérémonie des Young Artist Awards, en 2010.
En 2010, elle interprète un rôle secondaire dans Picco de Philip Koch. La même année, elle est Yvonne Fondu au noir (Satte Farben vor Schwarz) de Sophie Heldman, aux côtés de Senta Berger et Bruno Ganz.
En 2013, elle apparaît dans un épisode Freunde bis in den Tod de la série policière Tatort. Elle y est nommée meilleure jeune actrice au Günter-Strack-Fernsehpreis (de), en 2014.
En 2017, elle interprète le rôle de Greta Overbeck dans la série Babylon Berlin, grâce à laquelle elle obtient le prix de la meilleure actrice dans un second rôle au Deutscher Schauspielpreis (de) en 2018. Elle y poursuit jusqu'en 2020. Même année, elle incarne Cécile de Grèce, la sœur de Philip Mountbatten, duc d'Édimbourg, dans trois épisodes de la série The Crown.
En 2019, elle endosse les costumes de l'écrivaine Elisabeth Hauptmann, en pleine jeunesse, dans le film biographique sous forme de docudrame en deux parties Brecht de Heinrich Breloer.
En 2020, elle tient le rôle d'Elsa dans le film germano-russe Les Leçons persanes (Уроки фарсиen) de Vadim Perelman, adaptation de l'œuvre de théâtre radiophonique Création d'une langue (Erfindung einer Sprache) de Wolfgang Kohlhaase (2008),.
En 2021, elle est Abigail Fix dans  Le Tour du monde en quatre-vingts jours (Around the World in 80 Days).

## Filmographie

### Cinéma

#### Longs métrages
- 2007 : Beautiful Bitch de Martin Theo Krieger : Gitti
- 2009 : Le Ruban blanc (Das weiße Band) de Michael Haneke : Eva
- 2010 : Picco de Philip Koch : Kevins Freundin
- 2010 : Fondu au noir (Satte Farben vor Schwarz) de Sophie Heldman : Yvonne
- 2013 : Brüderlein de Nora Fingscheidt : Teresa
- 2015 : 8 Seconds d'Ömer Faruk Sorak : Helen
- 2019 : Brecht d'Heinrich Breloer : Elisabeth Hauptmann jeune
- 2020 : Les Leçons persanes (Persischstunden) de Vadim Perelman : Elsa
- 2020 : Der Überläufer de Florian Gallenberger : Hildegard Roth
- 2024 : La Salle des profs (Das Lehrerzimmer) de İlker Çatak : Carla Nowak
- 2024 : September 5 de Tim Fehlbaum : Marianne Gebhardt
- 2025 : En première ligne (Heldin) de Petra Volpe : Floria Lind

#### Courts métrages
- 2011 : Was uns zusteht de Thomas André Szabó : Kerstin
- 2012 : Mörgenröte d'Emanuel Malzew : Lynn
- 2020 : Phoenix d'Aylin Tezel : Jenny

### Télévision

#### Séries télévisées
- 2012 : Division criminelle (SOKO Köln) : Nadia Winkowski
- 2012 : Berlin section criminelle (Der Kriminalist) : Clarissa von Tannenhof
- 2013 : Tatort : Julia
- 2017 : Howards End : Frieda Mosenbach
- 2017- 2020 : Babylon Berlin : Greta Overbeck
- 2017-2019 : The Crown : Cécile de Grèce
- 2018 : Counterpart : Sofia
- 2018 : Morden im Norden : Gaby Zinke
- 2019 : Zeit der Geheimnisse : Lara
- 2019 : Der Club der singenden Metzger : Eva
- 2020 : Spy City : Eliza Hahn
- 2021 : Le Tour du monde en quatre-vingts jours (Around the World in 80 Days) : Abigail Fix
- 2023 : Abysses (The Swarm) : Charlie Wagner
- 2024 : Les Carnets de Max Liebermann (Vienna Blood) : Helena Rieger
- 2024 : Moresnet : Eva Rolin

#### Téléfilms
- 2013 : George de Joachim Lang : Margot Hanke
- 2013 : Das Jerusalem-Syndrom de Dror Zahavi : Maria Gärtner
- 2014 : Die Flut ist pünktlich de Thomas Berger : Mia Halbach
- 2014 : Femmes de Viking (Die Frauen der Wikinger - Odins Töchter) de Yoav Parish et Judith Voelker : Jova

## Distinctions

### Récompenses
- Young Artist Awards 2010 : meilleure actrice dans un film dans Le Ruban blanc (avec Leonard Proxauf[3]
- New Faces Award 2010 (de) : meilleure actrice dans Le Ruban blanc
- Deutscher Schauspielpreis 2018 (de) : meilleure actrice dans un second rôle dans la série télévisée Babylon Berlin[4]
- Deutscher Filmpreis 2023 : meilleure actrice pour Das Lehrerzimmer[9],[10]

### Nomination
- Günter-Strack-Fernsehpreis 2014 (de) : meilleure jeune actrice dans la série télévisée Tatort (épisode Freunde bis in den Tod)